# Heber-Overgaard, Arizona
Heber-Overgaard je naseljeno područje za statističke svrhe u američkoj saveznoj državi Arizona. Prema popisu stanovništva iz 2010. u njemu je živjelo 2,822 stanovnika.